# Adelpha iphiclus
Espèce
Adelpha iphiclus   est une espèce de papillons de la famille des Nymphalidae, sous famille des Limenitidinae et du genre des Adelpha.

## Dénomination
Adelpha iphiclus a été décrit par l'entomologiste suédois Carl von Linné en 1758 sous le protonyme de Papilio  iphiclus. 

### Sous-espèces
- Adelpha iphiclus iphiclus, présent au Mexique, au Venezuela, en Colombie, en Équateur, au Pérou, en Bolivie, au Brésil et au Surinam.
- Adelpha iphiclus ephesa (Ménétriés, 1857); présent en Argentine et au Brésil.
- Adelpha iphiclus estrecha Willmott & Hall, 1999; présent en Équateur

### Nom vernaculaire
Adelpha iphiclus se nomme iphiclus Sister en anglais,.

## Description
Adelpha iphiclus est un papillon d'une envergure de 42 mm à 48 mm au dessus marron orné d'une tache orange proche de l'apex des ailes antérieures, d'une bande blanche sur les 2/3 de l'aire discale des ailes antérieures, jusqu'au bord interne et aux ailes postérieures du bord costal à l'angle anal marqué d'une petite tache orange,.
Le revers est jaune orangé rayé de blanc avec la même bande blanche que sur le dessus.

### Chenille
La chenille est verte et orange ou rouge et noire et développe de grandes épines.

## Biologie

### Plantes hôtes
Les plantes hôtes de sa chenille sont Calycophyllum candidissimum, Isertia et Uncaria.

## Écologie et distribution
Adelpha iphiclus est présent au Mexique, au Venezuela, en Colombie, en Équateur, au Pérou, en Bolivie, en Argentine, au Brésil, au Surinam et Guyana et en Guyane,.

### Biotope
Adelpha iphiclus réside en forêt jusqu'à 1 200 m.

### Protection
Pas de statut de protection particulier.